# Ministerstwo Transportu i Komunikacji Republiki Litewskiej
Ministerstwo Transportu i Komunikacji Republiki Litewskiej (lit. Lietuvos Respublikos susisiekimo ministerija) – litewski urząd administracji rządowej obsługujący ministra właściwego do spraw działów administracji rządowej: historia transportu, drogi i transport drogowy, transport kolejowy, transport wodny, transport lotniczy, tranzyt i logistyka. Ministerstwo zostało utworzone w 1990 roku, we wcześniejszym okresie, urząd o tej samej nazwie istniał również w latach 1918–1940.

## Zadania Ministerstwa
Głównym celem operacyjnym Ministerstwa jest kształtowanie polityk publicznych, a także organizowanie, koordynowanie i nadzorowanie jej wdrażania w następujących obszarach:
- Funkcjonowanie systemu transportowego i rozwój infrastruktury transportowej,
- przewóz pasażerów i ładunków koleją, drogą morską, śródlądowymi drogami wodnymi i drogą powietrzną,
- bezpieczeństwo ruchu drogowego,
- transport kombinowany, tranzyt i logistyka,
- łączność elektroniczna i pocztowa,
- rozwój społeczeństwa informacyjnego,
- transport towarów niebezpiecznych drogą, koleją i śródlądowymi drogami wodnymi[3].